# Deciljon
Deciljon är talet 1060 i tiopotensnotation, och kan skrivas med en etta följt av 60 nollor, alltså
1 000 000 000 000 000 000 000 000 000 000 000 000 000 000 000 000 000 000 000 000.
Ordet deciljon kommer från det latinska prefixet deci- (tio) och med ändelse från miljon.
En deciljon är lika med en miljon noniljoner eller en miljondel av en undeciljon.
En deciljondel är 10−60 i tiopotensnotation.
På engelska och flera andra språk är räkneorden motsvarande biljon, triljon, kvadriljon, kvintiljon, sextiljon, septiljon, oktiljon, noniljon, deciljon och så vidare tvetydiga och kan antingen motsvara den svenska ("långa skalan") eller ange mycket mindre enheter ("korta skalan"). Enligt den korta skalan heter deciljon på engelska "novemdecillion". Det engelska ordet "decillion" motsvarar då det svenska kvintiljard (1033).